# Hạt (vật lý Mặt Trời)
- Hạt
- Vết đen Mặt Trời
- Quang quyển
- Thiên sắc cầu
- Vùng đối lưu
- Vùng bức xạ
- Vùng tự xoay chênh lệch
- Lõi Mặt Trời
- Vành nhật hoa
- Lóe sáng Mặt Trời
- Tai lửa Mặt Trời
- Gió Mặt Trời

Hạt trên quang quyển của Mặt Trời do dòng đối lưu (như cột nhiệt, ô Bénard) plasma trong vùng đối lưu của Mặt Trời gây ra. Sự xuất hiện như hạt của quang quyển Mặt Trời được tạo ra từ phần đỉnh của các ô đối lưu này và được gọi là tạo hạt.
Phần nổi lên của hạt nằm ở trung tâm nơi plasma nóng hơn. Các rìa mé ngoài của hạt tối hơn do plasma lạnh hơn chìm xuống (Các thuật ngữ tối hơn và lạnh hơn chỉ đơn giản là để so sánh với plasma sáng hơn, nóng hơn. Vì độ sáng tăng theo lũy thừa bậc bốn của nhiệt độ nên ngay cả một sự mất nhiệt nhỏ cũng tạo ra độ tương phản độ sáng lớn; plasma "lạnh hơn", "tối hơn" này thực ra nóng hơn và sáng hơn rất nhiều so với phản ứng nhiệt nhôm). Ngoài biểu hiện bề ngoài rõ ràng, điều có thể được giải thích bằng chuyển động đối lưu, các đo đạc dịch chuyển Doppler của ánh sáng từ các hạt riêng lẻ cung cấp bằng chứng về bản chất đối lưu của hạt.
Một hạt điển hình có đường kính cỡ 500 đến 2.000 kilômét (310 đến 1.240 mi), vận tốc điển hình 0,5 đến 1,5 kilômét trên giây (0,31 đến 0,93 mi/s) và kéo dài từ 8 đến 20 phút trước khi tiêu tan. Tại bất kỳ thời điểm nào thì bề mặt của Mặt Trời cũng được khoảng 4 triệu hạt bao phủ. Bên dưới quang quyển là một lớp "siêu hạt" có đường kính lên tới 30.000 đến 35.000 kilômét (19.000 đến 22.000 mi) với tuổi thọ lên tới 24-48 giờ.

## Thư viện ảnh

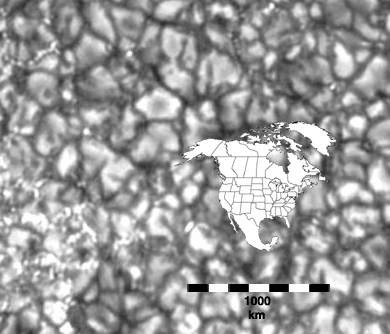
Nhìn cận cảnh các hạt, với hình ảnh Bắc Mỹ được xếp chồng lên để so sánh.
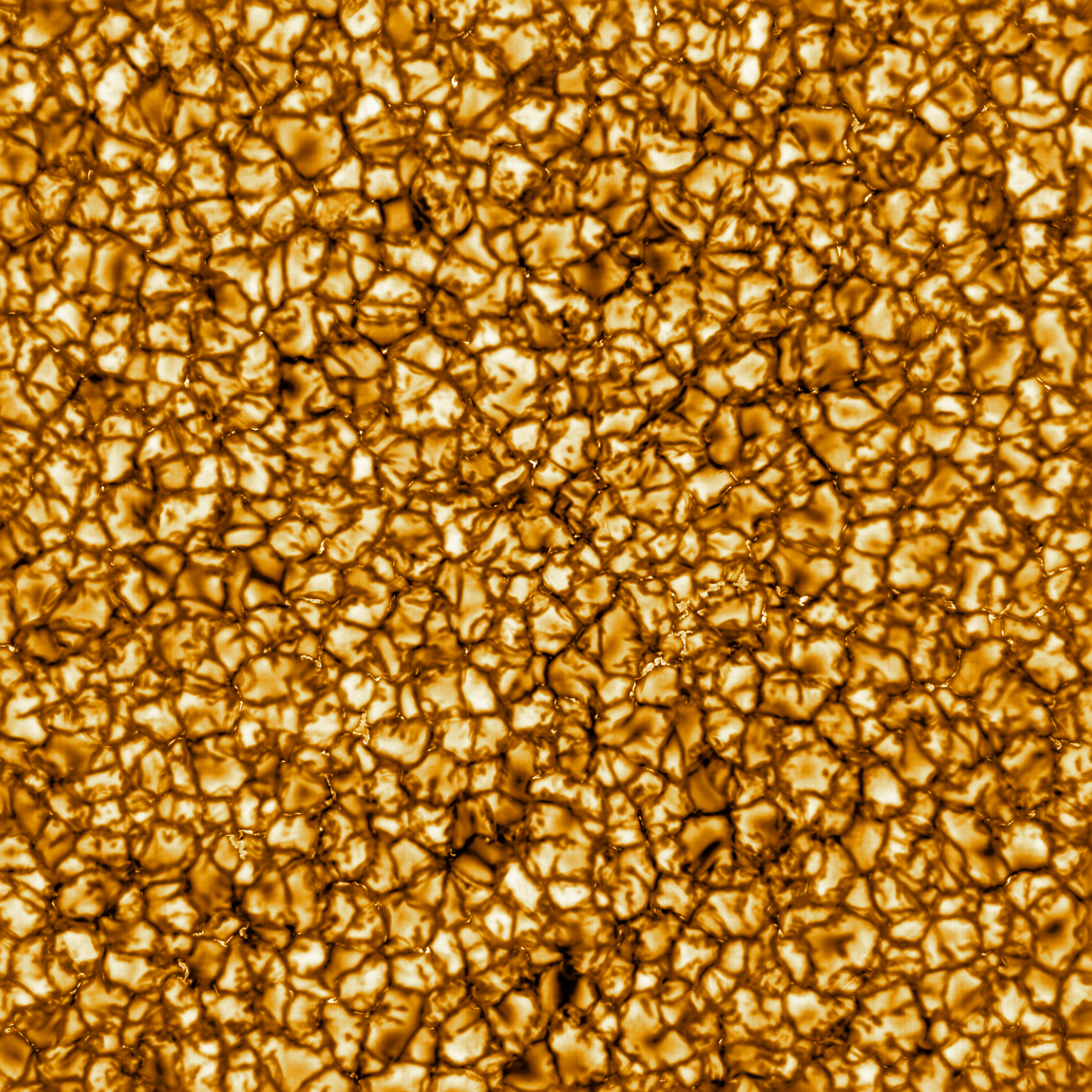
Hình ảnh độ phân giải cao bề mặt Mặt Trời, do Kính thiên văn Mặt Trời Daniel K. Inouye (DKIST) chụp.
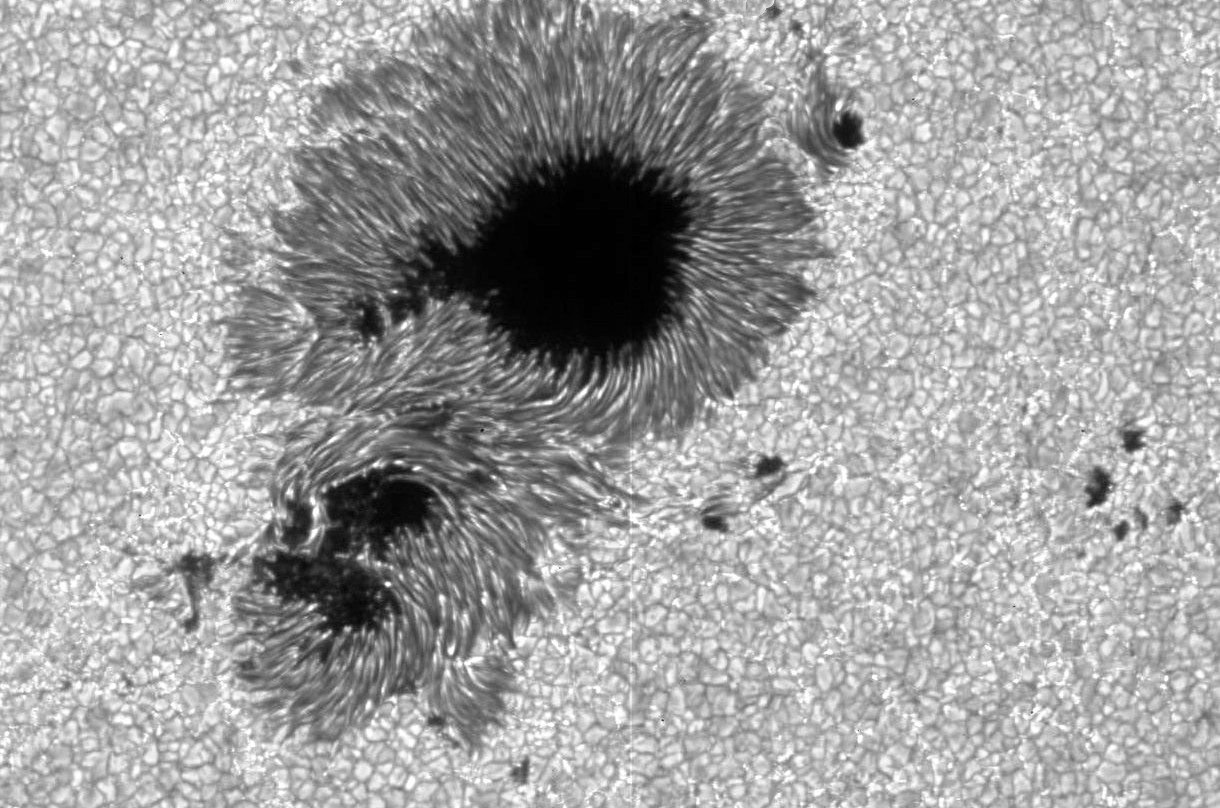
Một vết đen Mặt Trời và bề mặt Mặt Trời xung quanh. Mô hình dày đặc của các ô (không liên quan đến vết đen Mặt Trời) là sự tạo hạt; các ô riêng lẻ gọi là hạt.
- Chuyển động tạo hạt trên bề mặt Mặt Trời do Kính thiên văn Mặt Trời Thụy Điển ghi lại.